# 华秀·俄昂宗哲
华秀·俄昂宗哲（藏語：དབལ་ཤུལ་ངག་དབང་བརྩོན་འགྲུས་，威利转写：dbal shul ngag dbang brtson 'grus，1648年3月2日—1721年3月3日）藏族，甘肃当让德查顶（今夏河县甘加乡哇代地方）人，第一世嘉木样活佛，拉卜楞寺的奠基人。

## 生平
华秀·俄昂宗哲出生于甘肃当让德查顶（今夏河县甘加乡哇代地方）的华秀族，本名俄昂宗哲。13岁（1660年）时受沙弥戒出家，师从曲却益西嘉措，取法名洛桑坚赞。21岁（1668年）进入哲蚌寺郭莽扎仓学习。25岁（1672年）获格西学位。27岁（1674年）时由五世达赖喇嘛授比丘戒。29岁（1676年）前往密院学习续部密宗。33岁（1680年）起在日若盖培静修。53岁（1700年）在六世达赖喇嘛延请下出任郭莽扎仓堪布。
61岁（1708年）时他在青海蒙古和硕特部前头旗亲王察罕丹津之邀下回乡建寺。1709年，即宗喀巴建立甘丹寺三百周年之际，开始在甘南扎西曲滩建造拉卜楞寺。1711年，由拉藏汗认定的六世达赖喇嘛益西嘉措封其为“郭莽额尔德尼诺门罕”。1720年，康熙帝册封其为“扶法禅师班智达额尔德尼诺门罕”。次年圆寂，享年74岁。